# 黑山县
黑山县是中国辽宁省锦州市下辖的一个县。位于辽宁省西部。縣人民政府駐黑山街道中大中路189号。

## 历史
明代名为镇远堡，清初又叫小河山，小黑山。县城东北隅有小黑山，古上帝庙建于其颠。该山虽不甚高，但登临其上，远望群山，近瞻县街，如在足下。
战国时期属燕国辽东郡地。秦统一中国后，黑山境仍属于辽东郡。西汉时属幽州刺史部辽东郡。东汉属辽东属国，三国时属幽州昌黎郡。西晋时属平州（今辽阳）昌黎郡（今义县）。东晋十六国前燕、前秦、后燕仍属平州昌黎郡。南北朝时为营州地。隋朝属燕郡（今义县）。唐属安东都护府。辽代属东京道显州奉先军。金时属北京路广宁府。元朝属广宁府路，境内设望平县。明属广宁卫，名为镇远堡。
满清入关后，县境分属广宁县及新民县地。光绪二十八年（1902年）始置官设县，名为镇安县（并于小三家子设镇安分县）。民初，隶属于奉天省辽沈道。1914年1月，因与陕西省镇安县同名，后改为黑山县。1929年属辽宁省。九一八事变後属满洲国。1932年属奉天省。1935年属锦州省。国共内战期间归入解放区。1949年属辽西省。1954年属辽宁省锦州市辖县至今。

## 行政区划
黑山县下辖2个街道办事处、16个镇、4个乡：
黑山街道、大虎山街道、芳山镇、白厂门镇、常兴镇、姜屯镇、励家镇、绕阳河镇、半拉门镇、无梁殿镇、胡家镇、新立屯镇、八道壕镇、四家子镇、新兴镇、太和镇、镇安镇、英城子乡、段家乡、大兴乡、薛屯乡和小东镇。

## 交通
- 230国道过境。

## 自然地理
地理座标，北纬41°28′~ 42°08′，东经121°49′~122°36′。黑山县地形，西北部为丘陵，中部为平原，东部为洼地，境内以平原为主，占48.3%。境内有三条主要河流，绕阳河、东沙河和羊肠河，均自北向南，穿境而过，汇入辽河。
黑山县属中温带大陆性季风气候，四季分明。多年平均气温7.9℃，月平均气温7月份最高，为24.1℃，1月份气温最低，为-10.7℃，无霜期165天。
黑山县矿产资源主要有煤和膨润土等，粮食作物主要品种有：玉米、水稻、高粱和小麦。

## 旅游
主要的风景区有蛇盘山旅游区、龙弯水库旅游区等。

## 人口
2020年末，根据第七次全国人口普查结果，黑山县人口数量为45.12万人。

## 名人
Category: 黑山县人
- 张作霖
- 陳雲林
- 张仃

## 特产
黑山花生：中国地理标志产品。